# جوی سولووی
جوی سولووی (انگلیسی: Joey Soloway؛ زادهٔ ۲۶ سپتامبر ۱۹۶۵) نمایشنامه‌نویس، فیلم‌نامه‌نویس، شورانر، تهیه‌کننده تلویزیونی، و کارگردان فیلم اهل ایالات متحده آمریکا است. وی از سال ۲۰۰۰ میلادی تاکنون مشغول فعالیت بوده‌است.
وی همچنین برندهٔ جوایزی همچون جایزه امی ساعات پربیننده برای بهترین کارگردانی مجموعه تلویزیونی کمدی شده‌است.